# Jiří Hájek (poslanec ČNR)
Jiří Hájek (* 30. července 1951) byl český politik, v 90. letech 20. století poslanec České národní rady a Poslanecké sněmovny za Komunistickou stranu Československa, respektive za KSČM.

## Biografie
Ve volbách v roce 1990 byl zvolen do České národní rady za federální Komunistickou stranu Československa (KSČS), respektive za její českou část (Komunistická strana Čech a Moravy). V roce 1991 ho lustrační komise označila za spolupracovníka Státní bezpečnosti. Od 30. března 1982 byl evidován coby kandidát tajné spolupráce (krycí jméno JIŘÍ) a od 3. listopadu 1982 jako agent (krycí jméno JOSEF). Z dostupných dokumentů se podařilo zjistit, že agent JOSEF pro StB pracoval z ideových důvodů a působil převážně jako zdroj z okruhu zahraničních dělníků. Měl zjišťovat případné „zanášení nepřátelských ideologií, protisocialistických tendencí a výskytu nepřátelských tiskovin“, dále „kontrolovat osoby, které se aktivně angažovaly v letech 1968-69, prověřovat osoby vyjíždějící do kapitalistických států, podchytávat zájmy a styky zahraničních odborníků a montérů, apod.“ Absolvoval minimálně čtyřicet schůzek s pracovníky StB. Za své informace byl placen. V důsledku těchto zjištění byl odvolán z petičního výboru ČNR.
Mandát obhájil ve volbách v roce 1992, nyní za koalici Levý blok, kterou tvořila KSČM a menší levicové skupiny (volební obvod Jihočeský kraj).
Od vzniku samostatné České republiky v lednu 1993 byla ČNR transformována na Poslaneckou sněmovnu Parlamentu České republiky. V roce 1993 patřil ke křídlu KSČM, které požadovalo odvolání předsedy Jiřího Svobody a svolání mimořádného sjezdu strany. Roku 1994 přešel do samostatného poslaneckého klubu KSČM poté, co se koalice Levý blok rozpadla na několik levicových frakcí. Mandát ve sněmovně zastával do voleb v roce 1996. Ve sněmovně v roce 1996 předložil jménem komunistických poslanců návrh zákona o státním jazyku, který ale vláda odmítla. Téhož roku zastupoval levicové poslance při podání k ústavnímu soudu, v němž uspěl se stížností proti vyhlášce, kterou přijala obec Nová Paka, v níž na území obce zakazovala propagaci komunistické, nacistické a fašistické ideologie.
V sněmovních volbách roku 1996 neúspěšně kandidoval za KSČM.